# Paroplites inermis
Paroplites inermis là một loài bọ cánh cứng trong họ Cerambycidae.